# Võ Thập Lang
Võ Thập Lang (tiếng Trung: 武十郎; bính âm: Wu Shi Lang; Việt bính: Mo Sop Long) là bộ phim truyền hình tình cảm - hài, xen lẫn các pha võ thuật đẹp mắt của Trung Quốc, với sự tham gia diễn xuất của các diễn viên: Dương Thiên Hoa, Hoắc Kiến Hoa, Hồ Vũ Uy, Trương Manh, Bách Tuyết, Giả Nãi Lượng... Khai máy vào mùa hè năm 2006, bộ phim được khởi quay tại phim trường Qingsheng Studios ở thành phố Thượng Hải, Trung Quốc. Bên cạnh Tiếng Quan thoại, bộ phim còn được lồng thêm tiếng Quảng Đông để đáp ứng nhu cầu của khán giả ở Hồng Kông. Bộ phim được phát sóng lần đầu tiên ở Trung Quốc trên đài HKBTV năm 2007 và ở Đài Loan trên đài FTV năm 2008. Lấy bối cảnh Trung Hoa nửa đầu thế kỷ 20, bộ phim xoay quanh cuộc đời, tình bạn, những hoài bão và mối tình trắc trở của Võ Thập Lang - một cô gái cải nam trang.

## Nội dung
Tư tưởng "Trọng nam khinh nữ" vốn tồn tại bấy lâu trong quan niệm của không ít người và mọi rắc rối cũng nảy sinh từ đó. Phim Võ Thập Lang bắt đầu với câu chuyện về gia đình nhà họ Võ sinh được 9 người con đều là nữ. Đứng trước nguy cơ chồng đi lấy vợ bé, Võ phu nhân khi biết được đứa bé thứ 10 cũng là con gái, liền che giấu mọi người, nói rằng đứa bé là con trai. Võ Thập Lang (Dương Thiên Hoa) ra đời, từ nhỏ đến lớn đã luôn phải sống trong tình trạng "nữ cải nam trang". Dần dần, mọi hành động và tính cách của cô đều giống hệt như con trai. Lớn lên trong một gia đình có truyền thống võ học, cô được thừa hưởng từ cha lòng say mê võ thuật và luôn có tinh thần trọng nghĩa. Thập Lang và Lý Á Thọ (Hoắc Kiến Hoa) - một chàng trai mồ côi cha mẹ - từ nhỏ đã là huynh đệ tốt của nhau. Nhưng Á Thọ lại hoàn toàn không hề biết về thân phận của cô nên chỉ coi cô là huynh đệ tốt, mà không biết rằng Thập Lang đã thích anh từ lâu. Một ngày nọ, nhà họ Lôi - một gia đình quyền quý - chuyển đến thị trấn mở cuộc thi tỉ võ để kén rể. Á Thọ đã quyết tâm chiến thắng để lấy bằng được người đẹp và trở nên giàu có. Thập Lang vì muốn ngăn cản Á Thọ kết hôn nên cô chỉ còn cách tham gia cuộc thi hòng đánh bại Á Thọ. Không ngờ, "nam dạng" của cô lại rơi vào tầm ngắm của đại tiểu thư nhà họ Lôi - Lôi Tiểu Vũ (Trương Manh), và được chọn làm con rể. Còn "nữ dạng" của cô lại hút hồn công tử còn lại của nhà họ Lôi - Lôi Thanh Đại (Hồ Vũ Uy).

## Giới thiệu nhân vật

### Nhân vật chính
| Nhân vật               | Diễn viên       | Tính cách |
| ---------------------- | --------------- | --- |
| Võ Thập Lang (武十郎)  | Dương Thiên Hoa | 24 tuổi, là một cô gái mạnh mẽ và luôn trọng nghĩa khí. Vì hoàn cảnh gia đình nên từ nhỏ, cô đã phải giả nam và mang cái tên nam tính. Cô có võ công khá lợi hại do học được từ người cha - võ sư Võ Đinh Đang. Cô luôn dùng võ công của mình để giúp đỡ cho mọi người trong trấn. Cô và Lý Á Thọ từ nhỏ đã là huynh đệ tốt. Cuối cùng, Á Thọ và Lôi Thanh Đại quyết tỉ võ với nhau để giành cho được tình yêu của cô.                                          |
| Lý Á Thọ (李亚寿)      | Hoắc Kiến Hoa   | 25 tuổi, mồ côi cha mẹ từ nhỏ, được Võ gia giúp đỡ và cưu mang. Anh là một người luôn lạc quan, trung thành nhưng lại rất hám tiền. Mơ ước của anh là được lấy một người vợ xinh đẹp và giàu có để đổi đời. Mặc dù anh rất lười biếng và hay khoe hoang, nhưng cũng giống như Thập Lang, anh luôn dùng võ công của mình để chiến đấu vì chính nghĩa. |
| Lôi Thanh Đại (雷声大) | Hồ Vũ Uy        | 25 tuổi, là một công tử nhà giàu đẹp trai và tài giỏi. Anh chịu nhiều ảnh hưởng của văn hóa phương Tây. Anh là con trai của Lôi Lão Hổ, em trai của Lôi Tiểu Vũ. Anh và chị gái Tiểu Vũ của mình luôn tin tưởng vào tình yêu đích thực. Thanh Đại đã phải lòng Thập Lang ngay từ lần đầu anh gặp cô trên cầu. Anh là một người luôn yêu đời và lạc quan, dù cho có gặp bao nhiêu khó khăn đi nữa. Do học được từ mẹ nên võ công của Thanh Đại cũng khá lợi hại. |
| Lôi Tiểu Vũ (雷小雨)   | Trương Manh     | 26 tuổi, là một tiểu thư xinh đẹp, đài các. Cô luôn mơ ước một ngày nào đó sẽ có một người hùng xuất hiện và bảo vệ cho cô. Do đó, cô đã hiểu lầm Thập Lang, sau đó là Lâm Trì và Á Thọ là tình yêu đích thực của mình. Cuối phim, cô nhận ra tình cảm của mình dành cho người quản gia của nhà họ Lôi - Thường Lĩnh Lộ. |

### Nhân vật phụ
| Nhân vật                            | Diễn viên         | Tính cách |
| ----------------------------------- | ----------------- | --- |
| Lâm Trì (林池)                      | Giả Nãi Lượng     | 24 tuổi, là một anh chàng thơ ngây nhưng rất có trách nhiệm. Anh chỉ muốn trở thành một người thợ mộc và sống một cuộc sống đơn giản. Anh đã phải lòng A Hảo từ nhỏ nhưng không dám thổ lộ vì anh muốn cô được hạnh phúc và không phải sống nghèo khổ. Cuối phim, anh trở nên giàu có sau khi thừa kế tài sản của người cô. |
| A Hảo (阿好)                        | Bách Tuyết        | 22 tuổi, là chủ của tiệm mì Thiên thượng nhân gian. Mì của cô không được ngon nhưng khách - chủ yếu là đàn ông - ngày ngày vẫn tới rất đông vì muốn được xem cô chế biến mì. Vì ham mê vật chất mà cô lờ đi tình yêu đích thực của mình. Lúc đầu, cô nghĩ rằng tiền chính là tất cả đối với mình. Cô thậm chí còn qua lại với Lôi Thanh Đại dù cô không yêu anh chỉ vì anh là một thiếu gia giàu có. Cuối cùng, nhờ Lâm Trì, cô đã nhận ra rằng tình yêu đích thực còn quan trọng hơn cuộc sống vật chất rất nhiều. |
| Thường Lĩnh Lộ (常领路)             | Trương Dực Sinh   | 28 tuổi, là quản gia của nhà họ Lôi. Nhiệm vụ chính của anh là đi theo Lôi Thanh Đại khắp mọi nơi vì Thanh Đại không bao giờ nhớ đường về nhà. Tiểu Vũ đã phải lòng anh khi anh bất chấp tính mạng để bảo vệ cô khỏi Bạch Thu Phong. Tuy nhiên, Lôi Lão Hổ lại không cho phép họ đến với nhau vì anh chỉ là một quản gia, do đó, anh đã nghỉ việc để đi tìm đường làm ăn. Sau khi phát đạt trở về, anh kết hôn và sống hạnh phúc với Tiểu Vũ.                                                                       |
| Lôi Lão Hổ (雷老虎)                 | Bạch Băng Băng    | 52 tuổi, là phu nhân của Lôi gia. Bà là mẹ của Tiểu Vũ và Thanh Đại. Cũng giống như các con, bà là một người khá si tình. Bên cạnh đó, bà còn là một võ sư chuyên nghiệp, khiến cho mọi người trong trấn, ai ai cũng phải khiếp sợ. Khi còn trẻ, bà phải lòng Võ Đinh Đang và đã dành hơn 20 năm để tìm kiếm mối tình đầu. Cuối cùng, bà biết được sự thật rằng Võ lão gia không hề yêu bà. |
| Võ Đinh Đang (武丁当)               | Trương Quốc Lập   | 55 tuổi, là cha của Võ Thập Lang. Ông mở một võ quán trong trấn nhưng rốt cuộc phải bỏ đi để trốn tránh Lôi Lão Hổ. Đến chỗ mới, ông mở một tiệm thuốc Đông y. Ông phát hiện ra Thập Lang là con gái sau khi Lôi Lão Hổ bắt cô phải kết hôn với Tiểu Vũ. Thời trẻ, ông từng cứu Lôi Lão Hổ khỏi một cái giếng bị bỏ hoang, cũng chính vì vậy mà Lôi Lão Hổ đã phải lòng ông. |
| Võ Lương thị - Võ phu nhân (武梁氏) | Thái Tinh         | 52 tuổi, là vợ của Võ Đinh Đang, mẹ của Võ Thập Lang. Lo sợ chồng sẽ đi lấy vợ bé, bà đành nói dối rằng đứa con thứ mười là con trai. Bà rất có cảm tình với Lôi Thanh Đại và luôn muốn cậu trở thành con rể của mình. |
| Thượng Hỷ (尚喜)                    | Lý Y Hiểu         | 19 tuổi, là con gái của Thượng Trung. Bề ngoài, cô là một cô gái mỏng manh, yếu đuối nhưng thật ra, cô rất giỏi võ thuật. Ngay cả cha của cô cũng không hề biết điều này. Cô thích Lý Á Thọ và luôn muốn giành anh khỏi tay của Tiểu Vũ. Thậm chí, cô đã nói dối trắng trợn rằng họ đã lên giường và có con với nhau. Sau này, bộ mặt thật của cô bị mọi người vạch trần. |
| Thượng Trung (尚忠)                 | Phương Chu Ba     | 55 tuổi, là cha của Thượng Hỷ. Ông đồng thời là bạn cũ của Võ Đinh Đang và cũng rất giỏi võ thuật. Thập Lang và Á Thọ đã đi tìm ông để học chiêu thức múa lân nhằm đánh bại Lôi Lão Hổ và Lôi Thanh Đại trong cuộc thi múa lân - sư - rồng. |
| Bạch Thu Phong (白秋风)             | Trương Xuân Trọng | 65 tuổi, là một tên trộm khét tiếng. Ông có võ công khá cao cường, đến nỗi ngay cả Lôi Lão Hổ cũng không thể đánh bại ông. Ông cũng chính là sư phụ của Lý Á Phước (Miu Miu) - cha của Lý Á Thọ. |
| Bình Kiên (平坚)                    | Đổng Chí Hoa      | 36 tuổi, đại ca của Tinh Võ trấn. Khi Võ gia và Lôi gia chuyển đến, hắn đã đe doạ họ hòng kiếm tiền. Tuy nhiên, hắn lại không ngờ được họ toàn là cao thủ võ thuật nên bị đánh tơi bời. Hắn là một người chuyên gia gây rắc rối cho mọi người, đặc biệt là trong cuộc thi tỉ võ. |
| Kim Tiền Báo (金钱豹)               | Mạc Mỹ Lâm        | 28 tuổi, là võ sư của một võ quán ở Tinh Võ trấn. Lúc đầu, anh không thích Thập Lang cho lắm, nhưng sau khi biết được cô rất giỏi võ, anh đã tình nguyện làm môn đồ của cô. |

### Khách mời
- Hà Khiết trong vai Tiền Tiểu Tiểu (钱小小)

Một cô gái giàu có mà lúc đầu Lý Á Thọ định theo đuổi (Tập 1)
- Lưu Đông trong vai Lâm Trung Hạc (林中鹤)

Đàn em của Kim Tiền Báo, người của Dân đoàn
- Hứa Tụng trong vai Điền Mật (田蜜)

Thư ký của Thường Lĩnh Lộ khi anh thành đạt trở về (Tập 32)
- Trương Vũ trong vai Kiên sư gia

Đàn em của Bình Kiên

## Nhạc phim
- Nhạc mở đầu: Strong Hearted Woman (堅強女人心) do Dương Thiên Hoa trình bày
- Nhạc cuối phim: In my Heart (在我心中) do Hứa Tụng trình bày

Các ca khúc khác được thể hiện trong phim
- Mùa Tuyết Rơi (下雪的季節) do Trương Phong Kỳ trình bày
- Phía Đêm Tối (夜的方向) do Trương Phong Kỳ trình bày
- Love You One More Day (多愛你一天) do Trương Phong Kỳ trình bày

## Nhà sản xuất và đạo diễn
- Nhà sản xuất: Trương Hiểu Vũ, Nhâm Trọng Luân
- Đạo diễn: Thôi Bảo Châu, Vương Tử Minh

## Phát sóng
- Việt Nam: Bộ phim được phát sóng trên kênh VTV9 của Đài Truyền hình Việt Nam năm 2007.
- Đài Loan: Bộ phim được phát sóng trên đài FTV năm 2008.